# Bludauberge
Bludauberge är en bergstopp i Antarktis. Den ligger i Östantarktis. Norge gör anspråk på området. Toppen på Bludauberge är 2 172 meter över havet.
Terrängen runt Bludauberge är varierad. Trakten är obefolkad. Det finns inga samhällen i närheten.